# Стоквелл (Індіана)
Стоквелл (англ. Stockwell) — переписна місцевість (CDP) в США, в окрузі Тіппікану штату Індіана. Населення — 494 особи (2020).

## Географія
Стоквелл розташований за координатами 40°16′56″ пн. ш. 86°46′7″ зх. д. / 40.28222° пн. ш. 86.76861° зх. д. (40.282265, -86.768692).  За даними Бюро перепису населення США в 2010 році переписна місцевість мала площу 6,77 км², уся площа — суходіл.

## Демографія
Згідно з переписом 2010 року, у переписній місцевості мешкало 545 осіб у 192 домогосподарствах у складі 149 родин. Густота населення становила 81 особа/км².  Було 204 помешкання (30/км²).
Расовий склад населення:
| - 96,3 % — білих - 0,7 % — азіатів - 0,2 % — корінних американців - 0,2 % — чорних або афроамериканців - 1,5 % — осіб інших рас |

До двох чи більше рас належало 1,1 %. Частка іспаномовних становила 2,6 % від усіх жителів.
За віковим діапазоном населення розподілялося таким чином: 26,4 % — особи молодші 18 років, 61,3 % — особи у віці 18—64 років, 12,3 % — особи у віці 65 років та старші. Медіана віку мешканця становила 35,9 року. На 100 осіб жіночої статі у переписній місцевості припадало 106,4 чоловіків;  на 100 жінок у віці від 18 років та старших — 91,0 чоловіків також старших 18 років.
Середній дохід на одне домашнє господарство  становив 75 201 долар США (медіана — 60 459), а середній дохід на одну сім'ю — 78 332 долари (медіана — 60 612). 
Цивільне працевлаштоване населення становило 371 осіб. Основні галузі зайнятості: освіта, охорона здоров'я та соціальна допомога — 22,6 %, оптова торгівля — 15,9 %, будівництво — 13,2 %, роздрібна торгівля — 12,4 %.